# Euroset

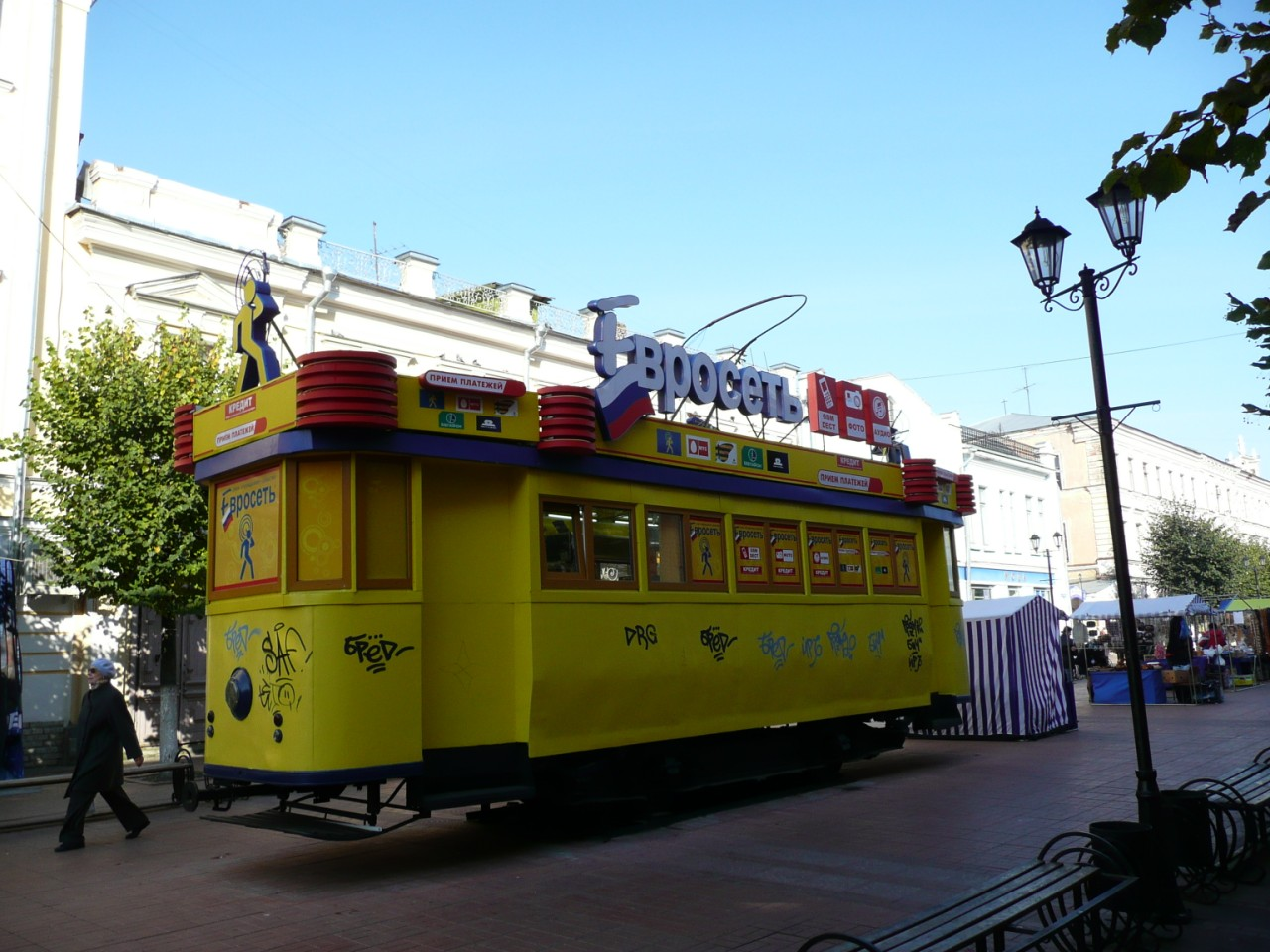
Uma loja Euroset em Tver, 2008

Euroset (em russo:  Евросеть) é o maior varejista de telefone celular da Rússia, com mais de 5.000 lojas em toda a Rússia e Bielorrússia. Emprega cerca de 27.000 pessoas (a partir de 2010). A partir de 2006, a empresa controlava 37% do mercado de varejo móvel russo. Seu principal rival é Svyaznoy.
A empresa foi fundada em abril de 1997 por Timur Artemyev e Yevgeny Chichvarkin. Depois de cair em desgraça do siloviki russo, Chichvarkin foi forçado a vender a participação de 100% a Alexander Mamut. A partir de 2012, as operadoras de redes móveis OJSC VimpelCom e MegaFon são co-proprietárias da Euroset (cada uma detendo a participação de 50%). As principais subsidiárias da Euroset incluem Ultra e Alt Telecom.
O animador Ivan Okhlobystin foi diretor de criação da empresa de dezembro de 2010 a janeiro de 2014. Ele foi demitido após o seu apelo polêmico de "queimar homossexuais vivos".